# Liste der denkmalgeschützten Objekte in Kreuzstetten
Die Liste der denkmalgeschützten Objekte in Kreuzstetten enthält die 10 denkmalgeschützten, unbeweglichen Objekte der Gemeinde Kreuzstetten.

## Denkmäler
| Foto |                 | Denkmal                                                                   | Standort                                              | Beschreibung | Metadaten |
| ---- | --------------- | ------------------------------------------------------------------------- | ----------------------------------------------------- | --- | --- |
| ja   | Datei hochladen | Kath. Pfarrkirche hl. Jakobus der Ältere HERIS-ID: 21633 Objekt-ID: 17953 | bei Kirchenplatz 4 Standort KG: Niederkreuzstetten    | An einen gotischen Chor aus dem 15. Jahrhundert wurden 1923 nach Plänen des Architekten Karl Holey ein Langhaus und ein Turm hinzugefügt. | BDA-Hist.: Q2082859 Status: § 2a Stand der BDA-Liste: 2025-06-30 Name: Kath. Pfarrkirche hl. Jakobus der Ältere GstNr.: 72 Pfarrkirche Niederkreuzstetten                                |
| ja   | Datei hochladen | Schloss Kreuzstetten HERIS-ID: 5957 Objekt-ID: 1831                       | Schloßstraße 1 Standort KG: Niederkreuzstetten        | Der älteste Bauteil des 1265 erstmals urkundlich erwähnten Schlosses ist der Westflügel aus dem 16. Jahrhundert. Die anderen Trakte stammen aus dem 17. Jahrhundert. Die Grafen Hoyos ließen das Schloss im 18. Jahrhundert teilweise umbauen. Weitere bauliche Veränderungen erfolgten 1891. | BDA-Hist.: Q37866384 Status: § 57-Mandatsbescheid Stand der BDA-Liste: 2025-06-30 Name: Schloss Kreuzstetten GstNr.: .5/2, .216, 60/1, 60/2, 64, 65, 68, 2402 Schloss Niederkreuzstetten |
| ja   | Datei hochladen | Schüttkasten des Schlosses HERIS-ID: 5959 Objekt-ID: 1833                 | Schloßstraße 2, neben Standort KG: Niederkreuzstetten | Der Schüttkasten aus dem 17. Jahrhundert erhielt im 18. Jahrhundert einen westseitigen Anbau. | BDA-Hist.: Q37866534 Status: Bescheid Stand der BDA-Liste: 2025-06-30 Name: Schüttkasten des Schlosses GstNr.: .6 Schüttkasten (Niederkreuzstetten)                                      |
| ja   | Datei hochladen | Kath. Filialkirche hl. Martin HERIS-ID: 21621 Objekt-ID: 17941            | bei Waldstraße 1 Standort KG: Niederkreuzstetten      | Architekt Erwin Plevan entwarf das Kirchengebäude. Am 8. Juli 1956 erfolgte die Grundsteinlegung, am 15. August 1957 wurde die Weihe der neuen Kirche vorgenommen. | BDA-Hist.: Q56654570 Status: § 2a Stand der BDA-Liste: 2025-06-30 Name: Kath. Filialkirche hl. Martin GstNr.: .394 Filialkirche St.Martin (Niederkreuzstetten)                           |
| ja   | Datei hochladen | Aufnahmsgebäude Neubau-Kreuzstetten HERIS-ID: 21617 Objekt-ID: 17937      | Waldstraße 6 Standort KG: Niederkreuzstetten          | Das Aufnahmsgebäude gehört zur 1870 eröffneten Laaer Ostbahn. | BDA-Hist.: Q37863818 Status: Bescheid Stand der BDA-Liste: 2025-06-30 Name: Aufnahmsgebäude Neubau-Kreuzstetten GstNr.: .242 Aufnahmsgebäude Neubau-Kreuzstetten                         |
| ja   | Datei hochladen | Ziegelofen HERIS-ID: 111941 Objekt-ID: 129978seit 2014                    | bei Werkgasse 4 Standort KG: Niederkreuzstetten       | Die Ziegelei mit der Bahnstation in unmittelbarer Nähe begründeten 1870 den Ort Neubau-Kreuzstetten. | BDA-Hist.: Q37827757 Status: Bescheid Stand der BDA-Liste: 2025-06-30 Name: Ziegelofen GstNr.: .405 Ziegelofen Neubau-Kreuzstetten                                                       |
| ja   | Datei hochladen | Figurenbildstock hl. Felix HERIS-ID: 21631 Objekt-ID: 17951               | bei Wienerstraße 16 Standort KG: Niederkreuzstetten   | Die Figur stammt aus dem 18. Jahrhundert. | BDA-Hist.: Q37863866 Status: § 2a Stand der BDA-Liste: 2025-06-30 Name: Figurenbildstock hl. Felix GstNr.: 2366/1 Hl.Felix (Niederkreuzstetten)                                          |
| ja   | Datei hochladen | Pfarrhof HERIS-ID: 5963 Objekt-ID: 1837                                   | Hauptstraße 186 Standort KG: Oberkreuzstetten         | Der Pfarrhof wurde im ersten Viertel des 20. Jahrhunderts erbaut. | BDA-Hist.: Q37866826 Status: § 2a Stand der BDA-Liste: 2025-06-30 Name: Pfarrhof GstNr.: 4 Pfarrhof Oberkreuzstetten                                                                     |
| ja   | Datei hochladen | Befestigte Höhensiedlung Ochsenberg HERIS-ID: 44485 Objekt-ID: 45302      | Oberkreuzstetten Standort KG: Oberkreuzstetten        | Die Ringwallanlage weist einen zum Teil vierfachen Bering auf. Sie ist im Höhenlaserscan deutlich zu erkennen | BDA-Hist.: Q38009208 Status: Bescheid Stand der BDA-Liste: 2025-06-30 Name: Befestigte Höhensiedlung Ochsenberg GstNr.: 837/1, 837/5, 837/3, 839/2, 837/2                                |
| ja   | Datei hochladen | Kath. Pfarrkirche Mariae Heimsuchung HERIS-ID: 5962 Objekt-ID: 1836       | Hauptstraße 188, vor Standort KG: Oberkreuzstetten    | Die neuromanische Kirche wurde Ende des 19. Jahrhunderts erbaut. | BDA-Hist.: Q19298482 Status: § 2a Stand der BDA-Liste: 2025-06-30 Name: Kath. Pfarrkirche Mariae Heimsuchung GstNr.: 1 Church of the Visitation (Oberkreuzstetten)                       |